# Robert Zepp
Pour les articles homonymes, voir Zepp.
Robert Steffen Karl Zepp, dit Rob Zepp (né le 7 septembre 1981 à Scarborough dans la province de l'Ontario au Canada) est un joueur professionnel de hockey sur glace canado-allemand. Il évolue au poste de gardien de but.

## Biographie

### Carrière en club
Zepp grandit à Newmarket en Ontario. En 1997, il joue ses premiers matchs en junior avec les Hurricanes de Newmarket dans la Ligue de hockey junior de l'Ontario. Un an plus tard, il commence sa carrière en junior majeur avec les Whalers de Plymouth dans la Ligue de hockey de l'Ontario. Il est le capitaine de l'équipe lors de sa troisième saison. Il est repêché à deux reprises par des équipes de la Ligue nationale de hockey, d'abord par les Thrashers d'Atlanta en 1999 puis par les Hurricanes de la Caroline en 2001. Il passe professionnel en 2001 avec les Everblades de la Floride dans l'ECHL. Il découvre également la Ligue américaine de hockey sous les couleurs des Lock Monsters de Lowell. En 2005, il part en Finlande et s'aligne avec le SaiPa pendant deux saisons. Il signe alors aux Eisbären Berlin. Il remporte la DEL en 2008, 2009, 2011, 2012, 2013 ainsi que le Trophée européen 2011.
En 2014, il retourne en Amérique du Nord après avoir signé un contrat d'un an avec les Flyers de Philadelphie. Il commence la saison dans la Ligue américaine de hockey avec les Phantoms de Lehigh Valley. Le 21 décembre 2014, il joue son premier match dans la LNH avec les Flyers de Philadelphie face aux Jets de Winnipeg lors d'une victoire 4-3 en prolongation.

### Carrière internationale
Il représente l'Allemagne au niveau international. Il participe à son premier championnat du monde en 2010.

## Trophées et honneurs personnels

### Ligue canadienne de hockey
- 1999 : nommé Étudiant de la saison.

### Ligue de hockey de l'Ontario
- 1999 : remporte le trophée Bobby-Smith.
- 1999 : remporte le trophée Dave-Pinkney (avec Robert Holsinger).
- 2000 : remporte le trophée Dave-Pinkney (avec Bill Ruggiero).
- 2000 : nommé dans la deuxième équipe d'étoiles.
- 2001 : remporte le trophée Dave-Pinkney (avec Paul Drew).
- 2001 : nommé dans la deuxième équipe d'étoiles.

### ECHL
- 2003 : participe au match des étoiles.

### DEL
- 2009 : participe au match des étoiles.

### Trophée européen
- 2011 : nommé meilleur gardien.
- 2013 : nommé meilleur gardien.